# Чупа (Кончезерское сельское поселение)
Чупа́ (карел. Čuppu) — деревня в Кондопожском районе Республики Карелия Российской Федерации. Входит в состав Кончезерского сельского поселения.

## География
Деревня находится на северном берегу озера Кончезеро.

## Население
| 2002 | 2009 | 2010 | 2013 |
| ---- | ---- | ---- | ---- |
| 26   | ↘19  | ↗28  | ↘7   |

## Улицы
- ул. Приозёрная,
- ул. Чупинская.